# Valeska Bolgiani
Melanie Henriette Charlotte Caroline Valeska Bolgiani (geb. Müller, auch Valeska Voigtel-Bolgiani; * 26. März 1830 in Minden; † 2. Oktober 1876 in Mailand) war eine deutsche Schriftstellerin. Sie veröffentlichte ihre Werke unter dem Pseudonym Arthur Stahl.

## Leben

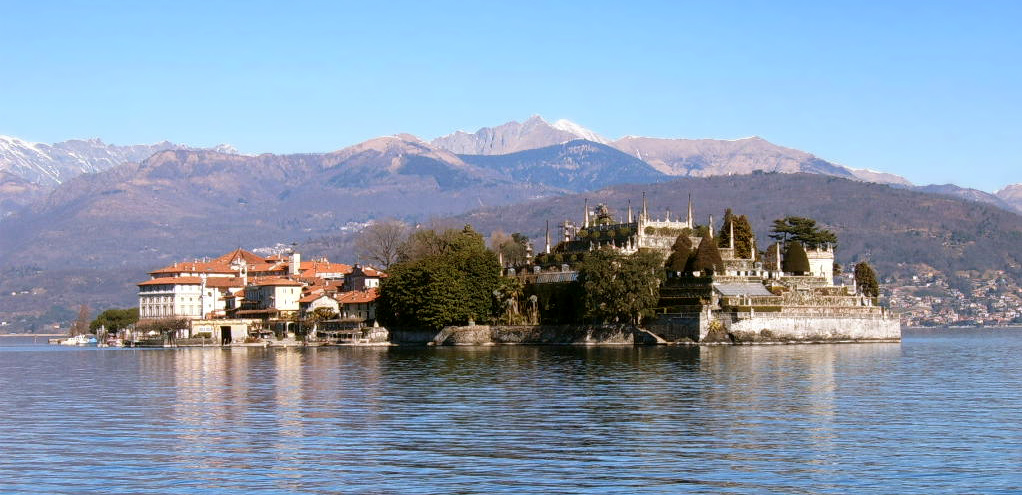
Auf der Isola Bella verbrachte Valeska Bolgiani ihre Witwenjahre

Bolgiani war die einzige Tochter des preußischen Stabsoffiziers Friedrich Müller und verbrachte ihre Jugend in Westfalen. 1854 heiratete sie den Juristen und Abgeordneten Albert Voigtel (1804–1867) aus Magdeburg, den sie während Abgeordnetenversammlungen regelmäßig nach Berlin begleitete. Ab 1863 verfasste Bolgiani Romane und Novellen. Als Witwe zog sie sich 1868 nach Italien zurück, wo sie in ihrer Villa auf der Isola Bella im Lago Maggiore lebte und ihre Werke ins Italienische übersetzte. Kurz vor ihrem Tod heiratete sie den italienischen Offizier Bolgiani, mit dem sie nach Mailand zog. Im Mailänder Irrenhaus verstarb sie 1876.

## Werke
- Ein Prinz von Gottes Gnaden. Roman. Costenoble, Leipzig 1863.
- Ein weiblicher Arzt. Roman. Costenoble, Leipzig 1863. (Digitalisat Band 1), (Band 2)
- Gold. Eine Böhmerwaldgeschichte in 5 Akten. Musik von Fr. Chopin. Wigand, Leipzig 1866. (Digitalisat)
- Novellen und Skizzen. Fleischer, Leipzig 1867.
  - Band 1: Diana, Walter, Liane. (Digitalisat)
  - Band 2: Böhmische Muskanten, Auf bewegter Fluth, Skizzen. (Digitalisat)
  - Band 3: Daphnis und Chloë, Die Schwestern, Garibaldi. (Digitalisat)
- Spanien. Reiseblätter. Wigand, Leipzig 1868.
- Die Tochter der Alhambra. Historischer Roman in drei Büchern. Janke, Berlin 1869. (Digitalisat Band 1), (Band 2), (Band 3)
- Im Lande der Pharaonen. Reisebilder aus Egypten. Hartleben, Wien 1869. (Digitalisat)
- Historische Bilder aus der alten Welt. Hartleben, Wien/Pest/Leipzig 1870. (Digitalisat)
- Aus guter alter Zeit. Ein Familiengemälde. Dürr, Leipzig 1873.
- Isola Bella. Roman. Westermann, Braunschweig 1876. (Digitalisat)